# Alexandru Manolescu
Alexandru Manolescu (n.1885 - 1942),  a fost un general român care a luptat în cel de-al Doilea Război Mondial.
A fost administrator al Domeniului Coroanei în anii 1941-1942. A fost decorat la 28 ianuarie 1942 cu Ordinul „Coroana României” în gradul de Mare Ofițer.

## Decorații
- Ordinul „Coroana României”, în grad de Mare Ofițer (1942)[3]